# CW SK 2
Der zweiachsige Dieseltriebwagen CW SK 2 der Kleinbahn Celle–Wittingen wurde 1935 von der Waggonfabrik Talbot in Aachen beschafft und sollte auf bestimmten Verbindungen den Dampfbetrieb ablösen. Er gilt als Kriegsverlust, in den Fahrzeuglisten nach 1945 tauchte der Wagen nicht wieder auf.

## Geschichte und Einsatz
Nachdem seit 1933 ein Wismarer Schienenbus auf der Kleinbahn verkehrte, kaufte die Gesellschaft zwei Jahre später von der Waggonfabrik Talbot in Aachen einen zweiten Triebwagen. Dieser wurde im Zusammenhang mit dem Spreewaldbahn 501 sowie acht Triebwagen für das Landesverkehrsamt Brandenburg, den späteren VT 135 515–516, 527–529 und 548 beschafft. Der Triebwagen besaß keine Zug- und Stoßeinrichtung, sondern lediglich einfache Prallplatten und war für den Solobetrieb konstruiert.
Der Triebwagen war etwa zehn Jahre bei der Kleinbahn im Einsatz. Der Verbleib des Fahrzeuges ist unbekannt.

## Konstruktive Merkmale
Der Triebwagen ist eine Variante zur Serie für das Landesverkehrsamt Brandenburg. Diese acht Triebwagen besaßen im Gegensatz zum CW SK2 Zug- und Stoßeinrichtungen. Ferner hatte der CW SK2 Räder mit lediglich 700 mm Durchmesser gegenüber den 900 mm der brandenburgischen Triebwagen. Entgegen dem Spreewaldbahn 501 besaß der CW SK2 eine Toilette. Bei der Konstruktion wurde Wert auf Vereinheitlichung gelegt, weshalb viele Bauteile übereinstimmten.
Der Triebwagen hatte im Innenraum neben den beiden Einstiegsräumen einen dazwischen liegenden Fahrgastraum. Die Einstiegstüren waren als Schiebetüren ausgeführt. Die Einstiegsräume dienten als Gepäck- und Postabteil.
Die Antriebsanlage bestand aus einem Vierzylinder-Viertakt-Dieselmotor Daimler-Benz OM 65 sowie einem mechanischen Getriebe der Bauart TAG. Der Motor befand sich unterflur ungefähr in Wagenmitte und war in einem Maschinentragrahmen befestigt, das im Laufwerk des Wagens gelagert war. Der Motor konnte unproblematisch mit Braunkohlenteeröl betrieben werden.
Für den Betrieb als Solofahrzeug war seine Leistung von 65 PS ausreichend. Das TAG-Getriebe war über der Antriebsachse aufgebaut, es vereinigte in einem Gehäuse Schalt-, Wende- sowie Achsgetriebe. Dadurch konnte eine Kardanwelle zur Antriebsachse eingespart werden. Das Getriebe war so konstruiert, dass es von einem weniger geübten Fahrer leicht zu schalten war. Die zum Schalten benötigte Druckluft wurde von einem Luftpresser erzeugt, der ständig mit der Getriebeeingangswelle verbunden war. Mit der Antriebsanlage konnte bei einem Haltestellenabstand von 1500 m die Höchstgeschwindigkeit erreicht werden, die auf Steigungen von 1:60 beim vollbesetzten Triebwagen 40 km/h betragen sollte.
Die Kupplungen der 1. und 2. Gangstufe waren außerhalb des Getriebegehäuses angeordnet, da bei ihnen die größte Wärmeentwicklung zu erwarten war. Gekühlt wurde die Maschinenanlage durch eine Wasserkühlung. Diese diente zur Beheizung des Wagenkastens in den kalten Jahreszeiten.